# Whiting (Maine)
Whiting es un pueblo ubicado en el condado de Washington en el estado estadounidense de Maine. En el Censo de 2010 tenía una población de 487 habitantes y una densidad poblacional de 3,61 personas por km².

## Geografía
Whiting se encuentra ubicado en las coordenadas 44°45′37″N 67°15′18″O / 44.76028, -67.25500. Según la Oficina del Censo de los Estados Unidos, Whiting tiene una superficie total de 134.88 km², de la cual 121.06 km² corresponden a tierra firme y (10.24%) 13.81 km² es agua.

## Demografía
Según el censo de 2010, había 487 personas residiendo en Whiting. La densidad de población era de 3,61 hab./km². De los 487 habitantes, Whiting estaba compuesto por el 93.63% blancos, el 0.21% eran afroamericanos, el 1.23% eran amerindios, el 2.26% eran asiáticos, el 0% eran isleños del Pacífico, el 0.82% eran de otras razas y el 1.85% pertenecían a dos o más razas. Del total de la población el 1.23% eran hispanos o latinos de cualquier raza.